# Ministerstwa federalne w Niemczech
Ministerstwa federalne w Republice Federalnej Niemiec – w rządzie kanclerz Angeli Merkel, istniało 16 ministerstw:

## Ministerstwa istniejące
- Federalne Ministerstwo Finansów
- Federalne Ministerstwo Spraw Zagranicznych
- Federalne Ministerstwo Spraw Wewnętrznych
- Federalne Ministerstwo Sprawiedliwości i Ochrony Konsumentów
- Federalne Ministerstwo Obrony
- Federalne Ministerstwo Wyżywienia i Rolnictwa
- Federalne Ministerstwo Gospodarki i Energii
- Federalne Ministerstwo Pracy i Spraw Socjalnych
- Federalne Ministerstwo Oświaty i Badań Naukowych
- Federalne Ministerstwo Rodziny, Seniorów, Kobiet i Młodzieży
- Federalne Ministerstwo Transportu
- Federalne Ministerstwo Zdrowia
- Federalne Ministerstwo Współpracy Gospodarczej i Rozwoju
- Federalne Ministerstwo Środowiska, Ochrony Przyrody i Bezpieczeństwa Reaktorów Atomowych
- Federalny Minister do Specjalnych Poruczeń

## Ministerstwa zlikwidowane lub połączone
- Ministerstwo Gospodarki Przestrzennej, Budownictwa i Urbanistyki (1949-1998), włączone do Ministerstwa Transportu, Budownictwa i Mieszkalnictwa
- Ministerstwo Transportu (1949-1998), włączone do Ministerstwa Transportu, Budownictwa i Mieszkalnictwa
- Ministerstwo Transportu, Budownictwa i Mieszkalnictwa (1998-2005), przemianowane na Ministerstwo Transportu, Budownictwa i Rozwoju Miast
- Ministerstwo do spraw Młodzieży, Rodziny i Zdrowia (1969-1986), przekształcone w Ministerstwo do spraw Młodzieży, Rodziny, Kobiet i Zdrowia (1986-1991), podzielone na Ministerstwo Zdrowia oraz Ministerstwo do spraw Rodziny, Osób Starszych, Kobiet i Młodzieży
- Ministerstwo Gospodarki Żywnościowej, Rolnictwa i Lasów (1949-2001), przekształcone w Ministerstwo Ochrony Konsumentów, Rolnictwa i Gospodarki Żywnościowej (2001-2005), przemianowane na Ministerstwo Rolnictwa, Gospodarki Żywnościowej i Ochrony Konsumentów
- Ministerstwo do spraw Całości Niemiec (1949-1969), przemianowane na Ministerstwo Stosunków Wewnątrzniemieckich (1969-1991), włączone do Ministerstwa Spraw Wewnętrznych
- Ministerstwo do spraw Planu Marshalla (1949-1953), przemianowane na Ministerstwo Współpracy Gospodarczej (1953-1957), przekształcone w Ministerstwo do spraw Majątku Gospodarczego Federacji (1957-1961), przemianowane na Ministerstwo Skarbu (1961-1969), rozwiązane, jego zadania przejęły Ministerstwo Finansów oraz Ministerstwo Gospodarki
- Ministerstwo Współpracy Gospodarczej (1961-1993), przemianowane na Ministerstwo Współpracy Gospodarczej i Rozwoju
- Ministerstwo do spraw Wypędzonych, Uchodźców i Ofiar Wojny (1949-1969), rozwiązane
- Ministerstwo do spraw Federalnej Rady Obrony (1961-1966), rozwiązane
- Ministerstwo do spraw Atomu (1955-1957), przekształcone w Ministerstwo do spraw Energii Jądrowej i Gospodarki Wodnej (1957-1961), przemianowane na Ministerstwo do spraw Energii Jądrowej (1961-1962), przekształcone w Ministerstwo Badań Naukowych (1962-1969), przekształcone w Ministerstwo Oświaty i Nauki (1969-1994), włączone do Ministerstwa Oświaty, Nauki, Badań Naukowych i Technologii (1994-1998)
- Ministerstwo Badań Naukowych i Technologii oraz do spraw Poczty i Telekomunikacji (1972-1974), przekształcone w Ministerstwo Badań Naukowych i Technologii (1974-1994), włączone do Ministerstwa Oświaty, Nauki, Badań Naukowych i Technologii (1994-1998)
- Ministerstwo Oświaty, Nauki, Badań Naukowych i Technologii (1994-1998), przemianowane na Ministerstwo Oświaty i Badań Naukowych
- Ministerstwo do spraw Rady Federalnej (1949-1957), przekształcone w Ministerstwo do spraw Rady Federalnej i Krajów Związkowych (1957-1969), rozwiązane, kompetencje przekazane Urzędowi Kanclerskiemu